# Kamil Syprzak
Kamil Syprzak, né le 23 juillet 1991 à Płock, est un handballeur international polonais, évoluant au poste de pivot au Paris Saint-Germain depuis 2019.

## Biographie
Le 22 février 2019, il s'engage pour une durée de 2 ans avec le Paris Saint-Germain, club qu'il rejoint durant l'été 2019.
En juin 2022, après avoir remporté son troisième championnat de France, il prolonge son contrat au PSG jusqu'en 2025 et est distingué meilleur pivot du Championnat de France 2021-2022 puis de la Ligue des champions 2021-2022.
En mars 2024, au cours d'une très belle saison avec notamment le titre de Champion de France et de meilleur buteur de Starligue, il prolonge son contrat au PSG jusqu'en 2027.

## Palmarès

### En club
compétitions internationales
- Vainqueur de la Coupe du monde des clubs (2) : 2017, 2018
- Troisième de la Ligue des champions (3) : 2019, 2020 et 2021

Compétitions nationales
- Vainqueur du championnat de Pologne (1) : 2011
  - Vice-champion en 2012, 2013, 2014 et 2015
- Finaliste de la Coupe de Pologne en 2011, 2012, 2013, 2014 et 2015
- Vainqueur du Championnat d'Espagne (3) : 2016, 2017, 2018
- Vainqueur de la Coupe d'Espagne (3) : 2016, 2017, 2018
- Vainqueur de la Coupe ASOBAL (3) : 2016, 2017, 2018
- Vainqueur de la Supercoupe d'Espagne (3) :  2016, 2017, 2018
- Vainqueur du Championnat de France (6) :  2020, 2021, 2022, 2023, 2024 et 2025
- Vainqueur de la Coupe de France (2) : 2021 et 2022.
- Vainqueur du Trophée des champions (2) : 2019 et 2023

### En sélection
Ses résultats en équipe nationale sont :
- 9e place au championnat d'Europe 2012
- 6e place au championnat d'Europe 2014
- médaillé de bronze au championnat du monde 2015
- 7e place au championnat d'Europe 2016
- 4e place aux Jeux olympiques de 2016
- 21e place au championnat d'Europe 2020
- 12e place au championnat d'Europe 2022
- 16e place au championnat d'Europe 2024

### Distinctions individuelles
- élu meilleur pivot du Championnat de France (3) : 2021-2022, 2022-2023,  2023-2024
- élu meilleur pivot de la Ligue des champions (1) : 2021-2022
- meilleur buteur de la Ligue des champions (1) : 2023-2024
- meilleur buteur du Championnat de France (1) : 2023-2024